# Borja Domínguez
Borja Domínguez Domínguez (ur. 30 maja 1992 w Vigo) – hiszpański piłkarz występujący na pozycji pomocnika w CD Lugo.